# Софія Шарлотта Гессен-Кассельська
Софія Шарлотта Гессен-Кассельська (нім. Sophie Charlotte von Hessen-Kassel, 16 липня 1678 — 30 травня 1749) — ландграфиня Гессен-Кассельська з Гессенського дому, донька ландграфа Гессен-Касселю Карла і принцеси Курляндії та Семигалії Марії Амалії, дружина герцога Мекленбург-Шверіну Фрідріха Вільгельма I.

## Біографія
Народилась 16 липня 1678 року в Касселі. Була п'ятою дитиною та старшою донькою в родині ландграфа Гессен-Касселю Карла та його дружини Марії Амалії Курляндської. Мала старшого брата Фрідріха. Інші брати померли в ранньому віці до її народження. Згодом сімейство поповнилося дев'ятьма молодшими дітьми. Мешкало сімейство у міському палаці Касселя.
У 25 років Софія Шарлотта стала дружиною 28-річного герцога Мекленбург-Шверіну Фрідріха Вільгельма I. Весілля відбулося 2 січня 1704 року в Касселі. Союз виявився бездітним, оскільки, ймовірно, Фрідріх Вільгельм хворів на венеричну хворобу. Втім, він мав дев'ятеро позашлюбних дітей, народжених у період з 1694 року. Батьки Софії Шарлотти, відвідуючи протягом кількох тижнів Шверін восени 1705 року, побоювалися за благополуччя її шлюбу. Також Фрідріх Вільгельм постійно конфліктував зі своєю сім'єю та мекленбурзьким дворянством.

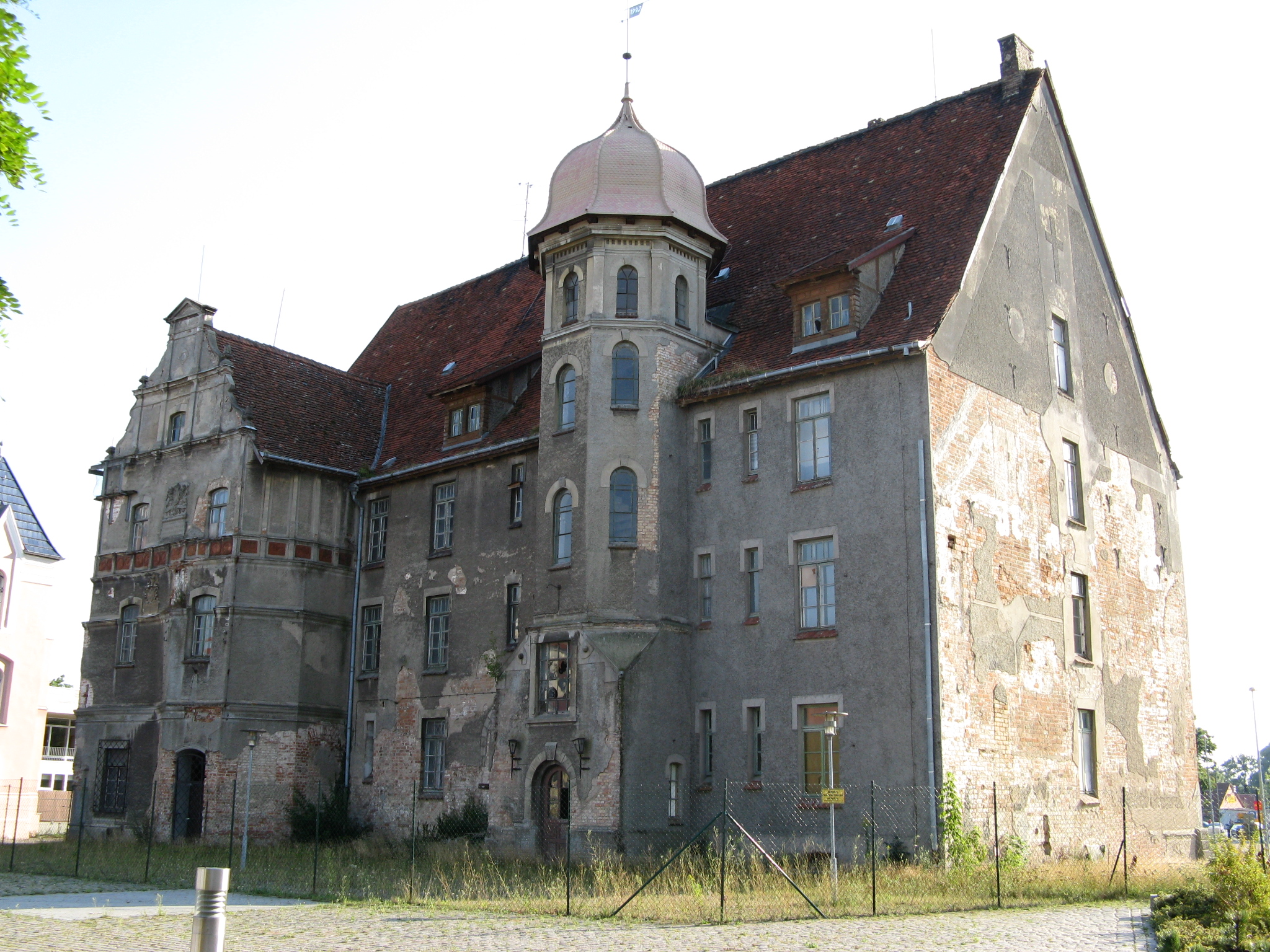
Бютцовський замок

Герцог помер 31 липня 1713 року, повертаючись зі Шлангенбаду. Софія Шарлотта після його смерті оселилася у Бютцовському замку, де залишалася до кінця життя, за винятком кількох тривалих перебувань у Гамбурзі під час Північної війни. Її становище значно покращилося після весілля її брата Фрідріха з сестрою шведського короля у 1715 році, а також після його вцарювання у 1720 році.
Належачи до реформатського віросповідання, вона стала патронесою французької реформатської громади у лютеранському Мекленбурзі, а у Бютцові заснувала німецьку громаду реформатів.
До глибокої старості залишалася пристрастною мисливицею.
Пішла з життя 30 травня 1749 року. Похована у церкві Святого Миколая у Шверіні поруч із чоловіком.